# Chionomys gud
Chionomys gud là một loài động vật có vú trong họ Cricetidae, bộ Gặm nhấm. Loài này được Satunin mô tả năm 1909.